# Ergoldsbach
Ergoldsbach är en köping (Markt) i Landkreis Landshut i Regierungsbezirk Niederbayern i förbundslandet Bayern i Tyskland.
Köpingen ingår i kommunalförbundet Ergoldsbach tillsammans med kommunen Bayerbach bei Ergoldsbach.